# فهرست وابسته‌های دیپلماتیک کامبوج

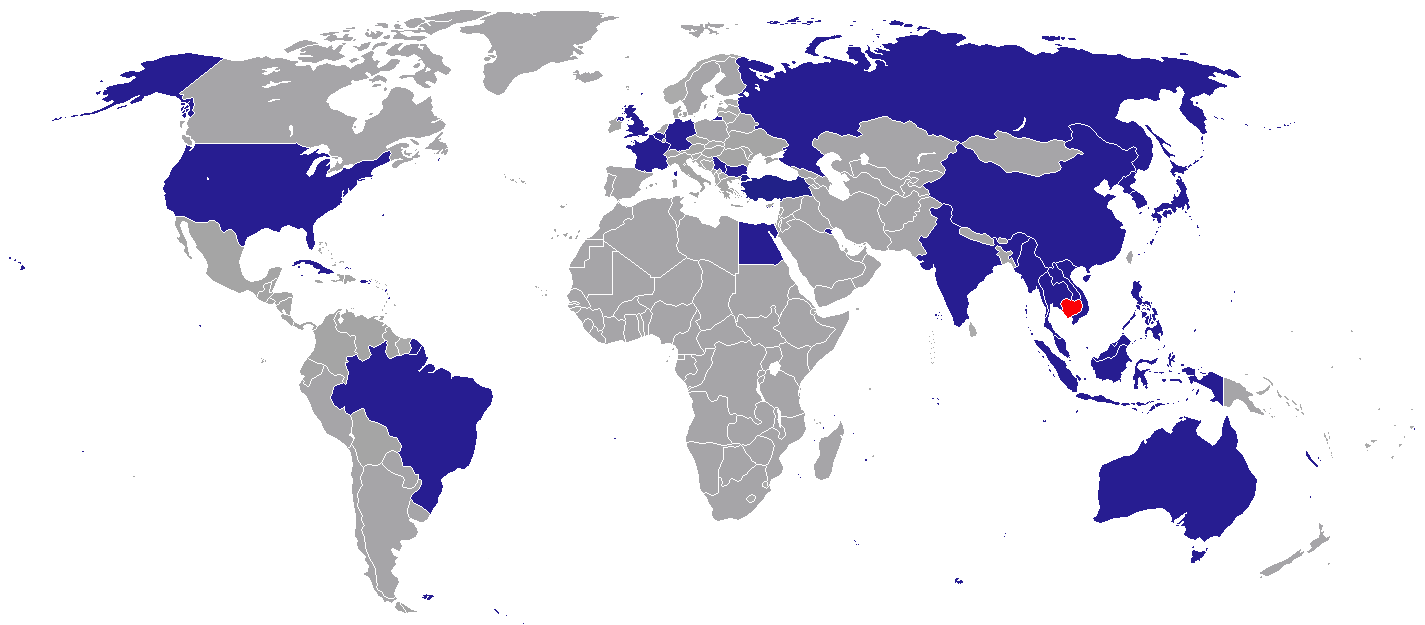
نقشه کشورهای دربردارنده سفارتخانه کامبوج

فهرست سفارت‌های کامبوج، فهرستی از مراکز سفارتخانه و کنسولگری کشور کامبوج در سراسر جهان است.
پادشاهی کامبوج (به زبان خِمِر: ព្រះរាជាណាចក្រកម្ពុជា، تلفظ: کامپوچیا) کشوری است در جنوب شرقی آسیا و پایتخت آن پنوم پن است. روابط دیپلماتیک کشور کامبوج در جریان حکومت خمرهای سرخ، با جهان تیره و تار شد؛ اما پس از سقوط خمرها در ۱۹۷۹، کشور ویتنام به کمک اتحاد جماهیر شوروی در سال ۱۹۸۰، سعی در بازسازی دوباره روابط خارجی این کشور کردند. در جریان‌های نخست وزیری هون سن در ۱۹۸۵، خروج نیروهای ویتنامی در ۱۹۸۹ و امضای توافقنامه صلح پاریس در ۱۹۹۱، کامبوج سیاست بین‌المللی خود را از حالت انزوا خارج کرد.

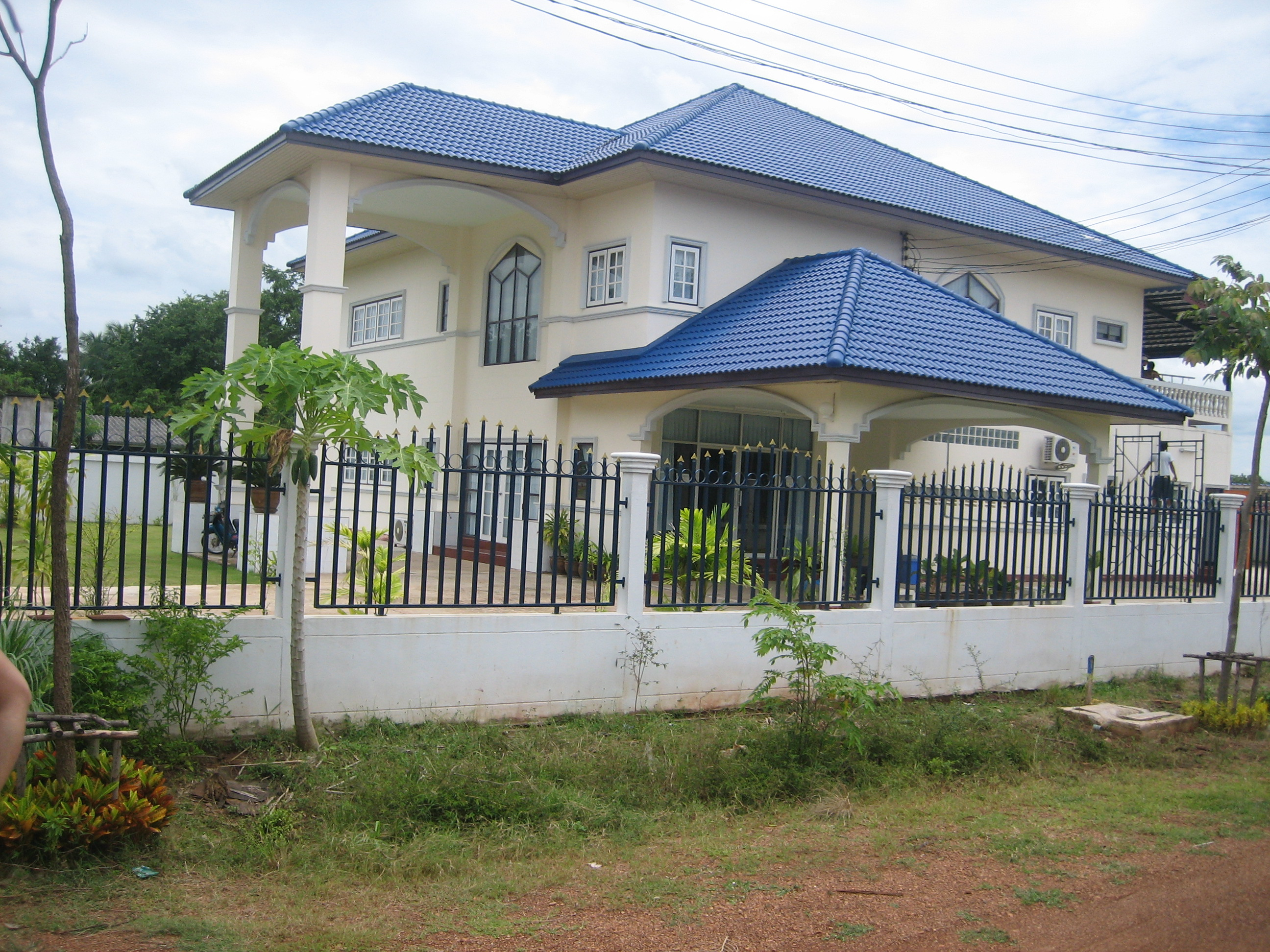
کنسولگری کامبوج در Aranyaprathet

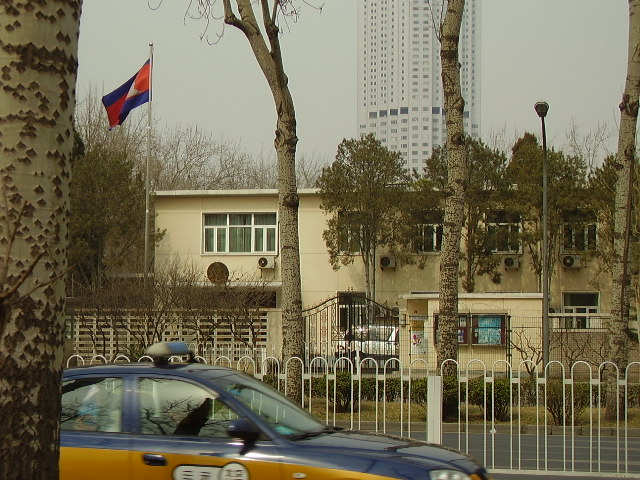
سفارتخانه کامبوج در پکن

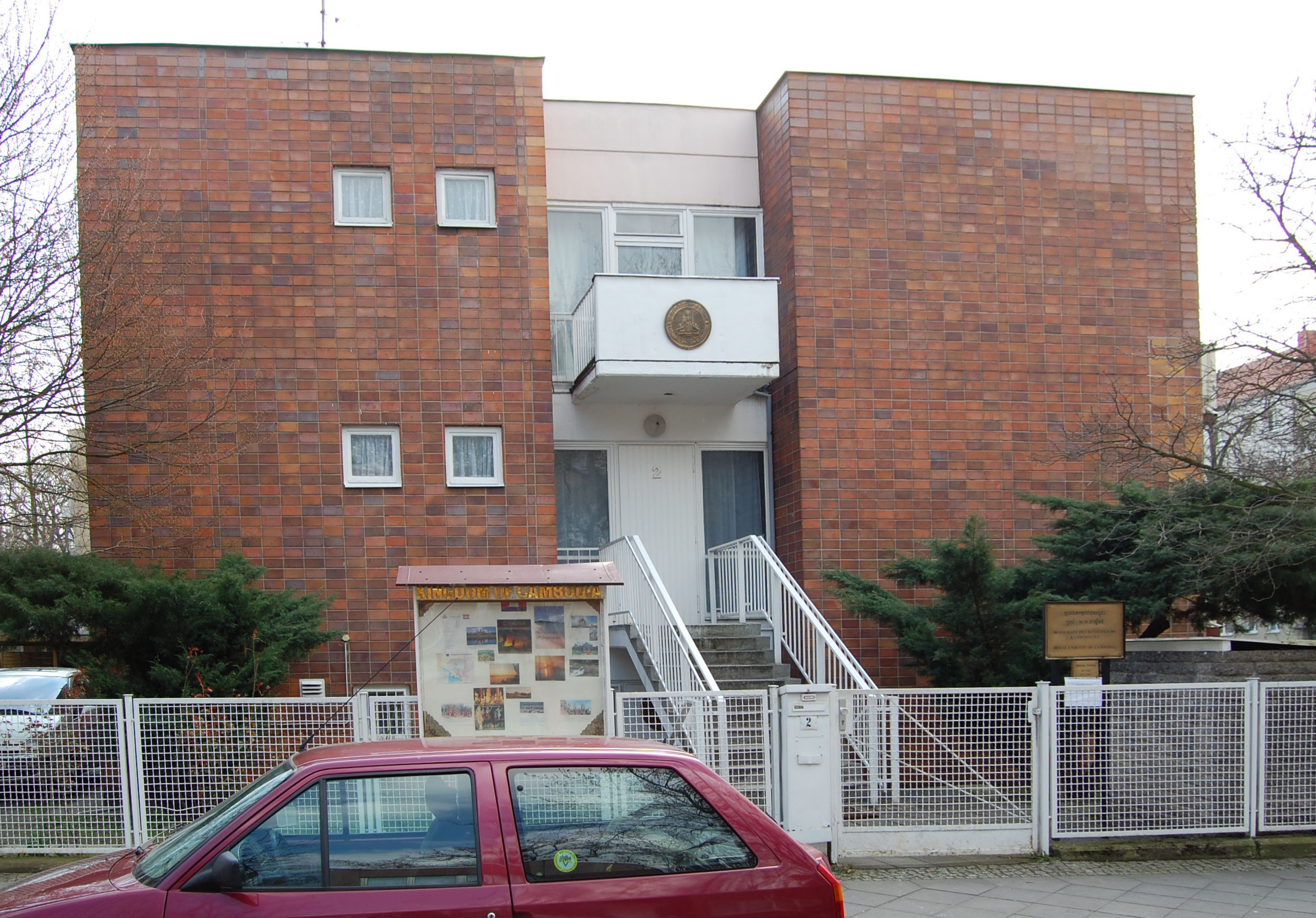
سفارتخانه کامبوج در برلین

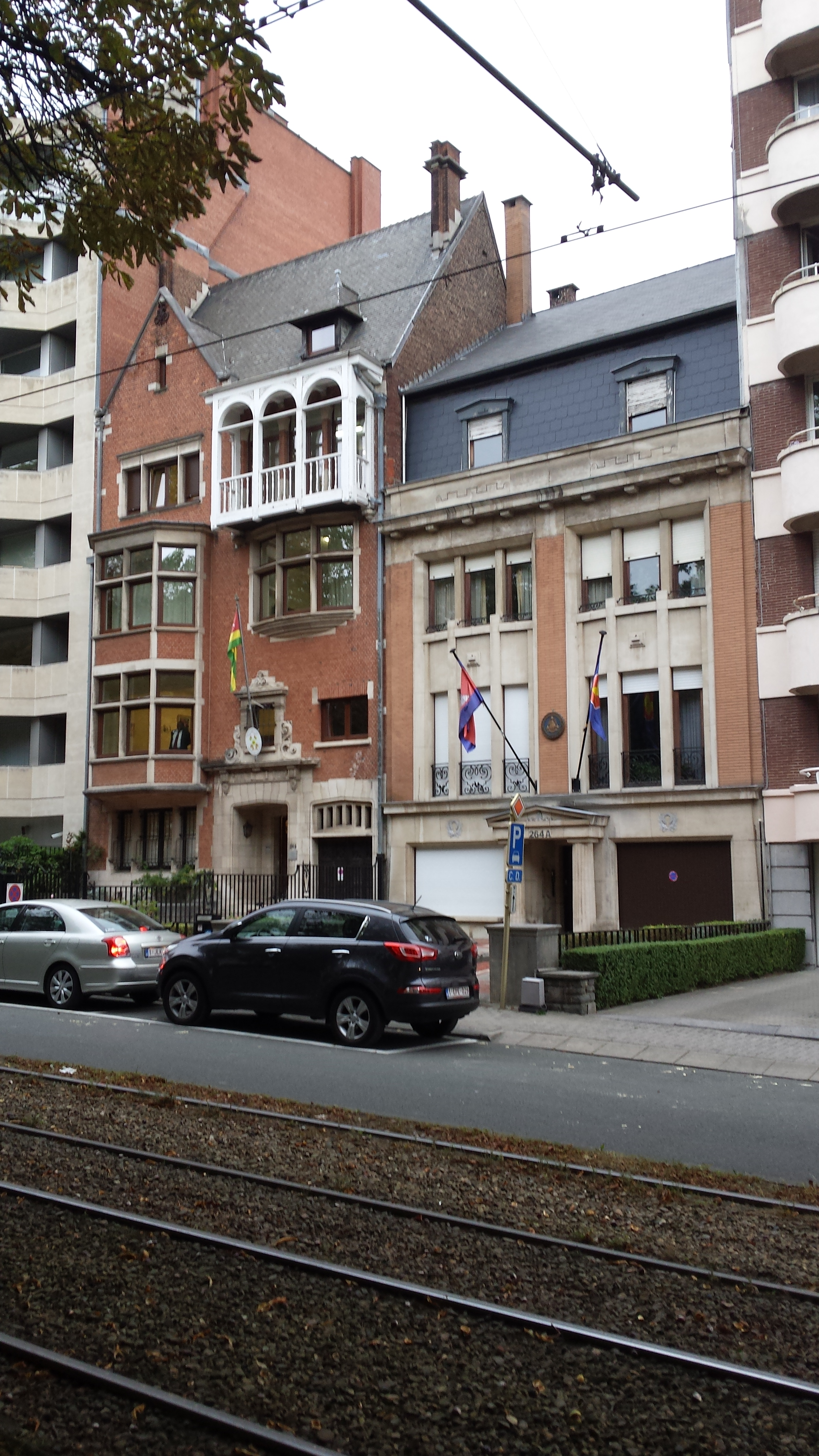
سفارتخانه کامبوج در بروکسل

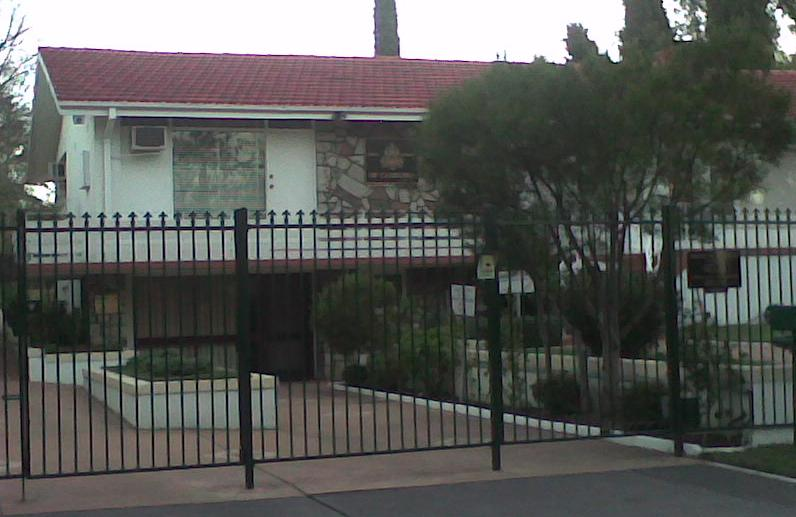
سفارتخانه کامبوج در کانبرا

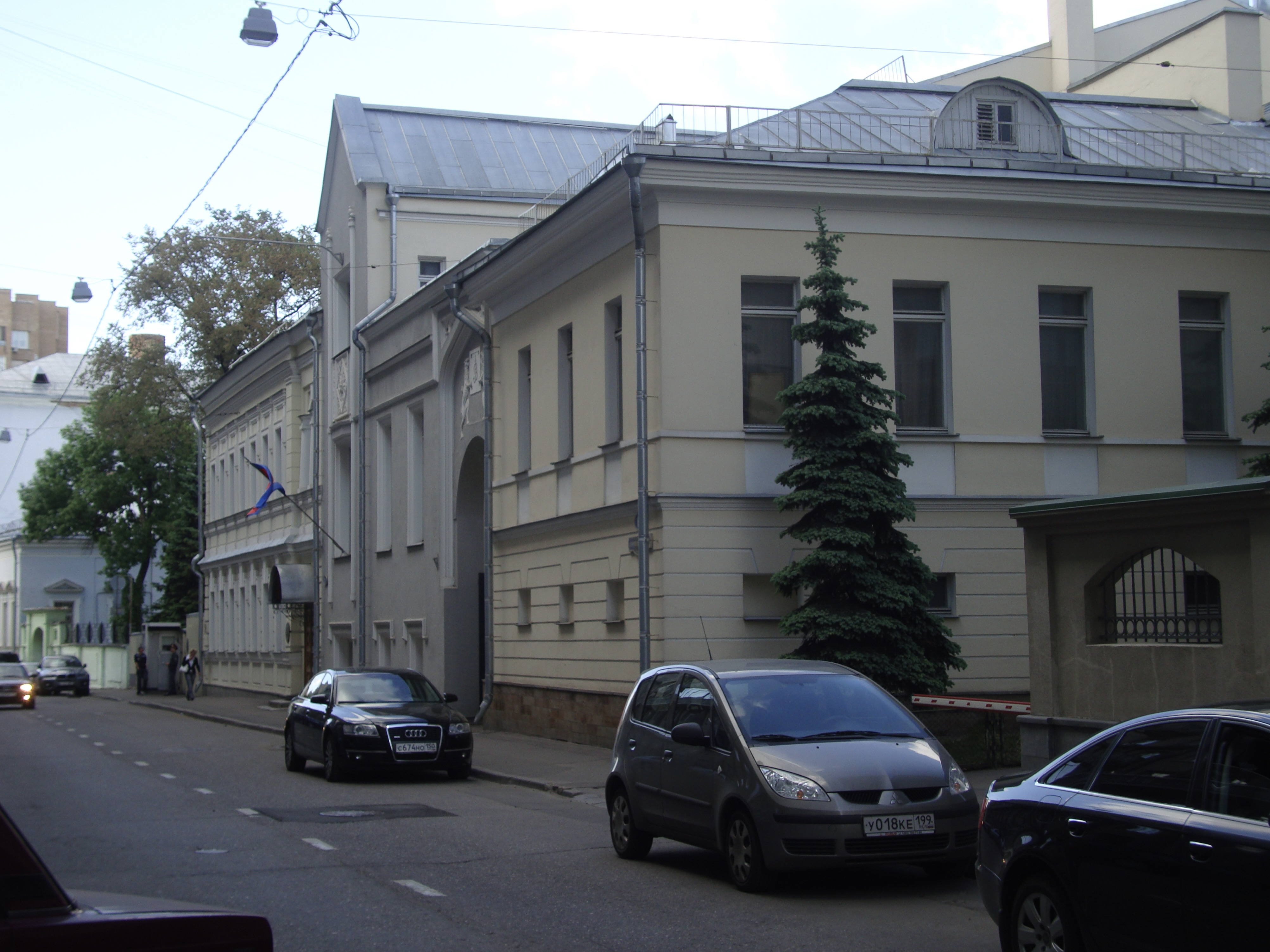
سفارتخانه کامبوج در مسکو

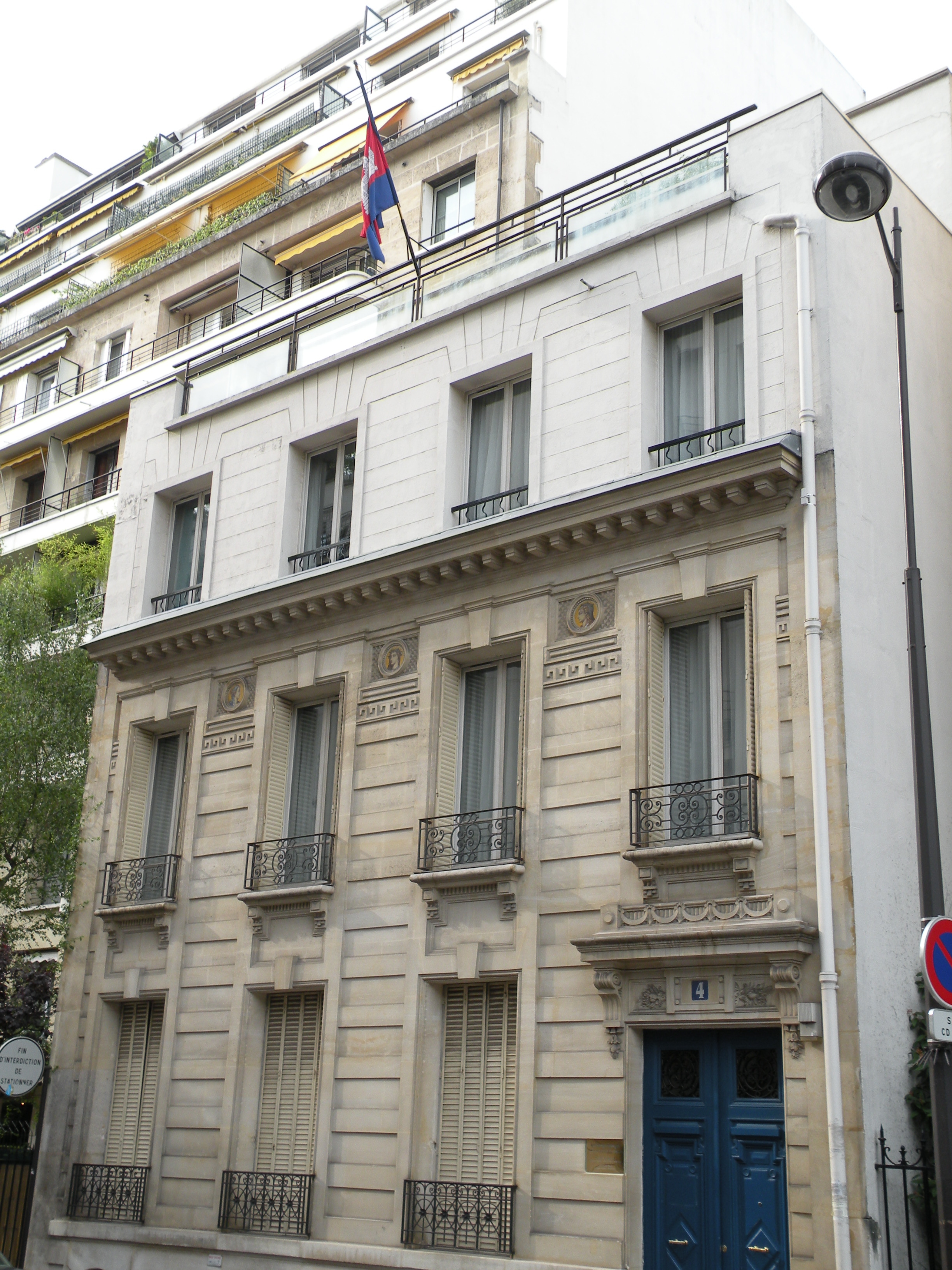
سفارتخانه کامبوج در پاریس

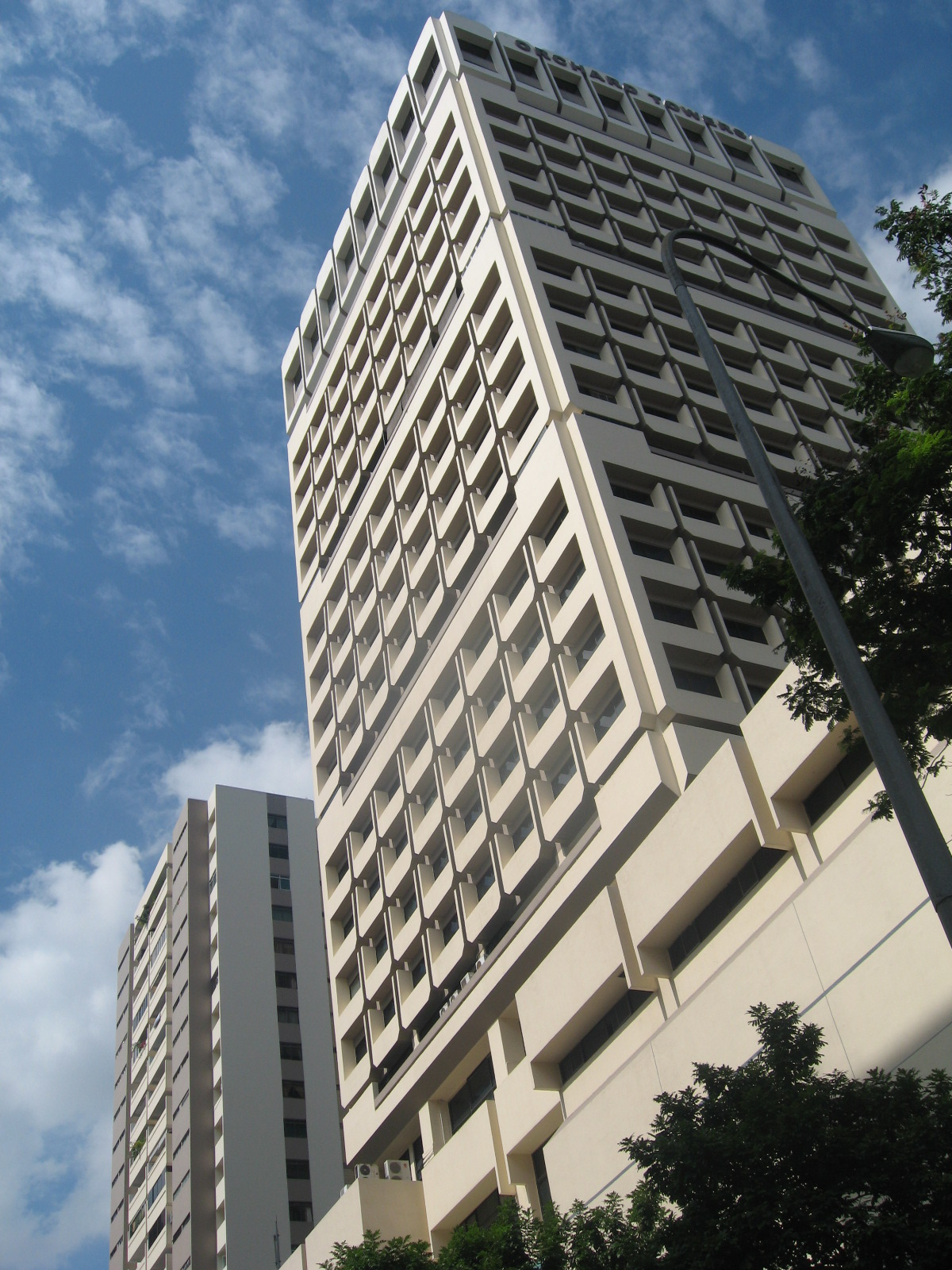
سفارتخانه کامبوج در سنگاپور، در طبقه دهم ساختمان اداری Orchard Towers.

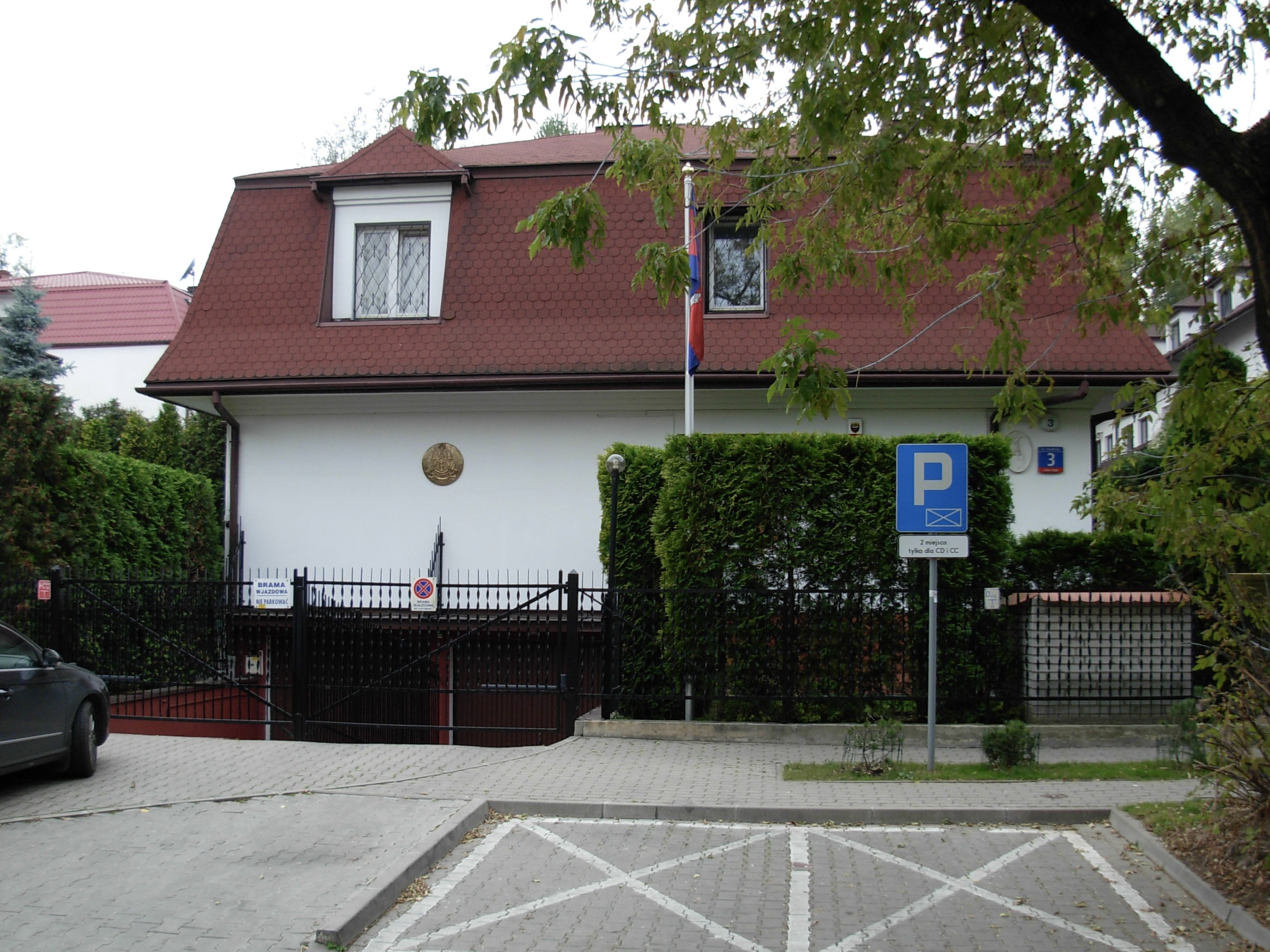
سفارتخانه کامبوج در ورشو

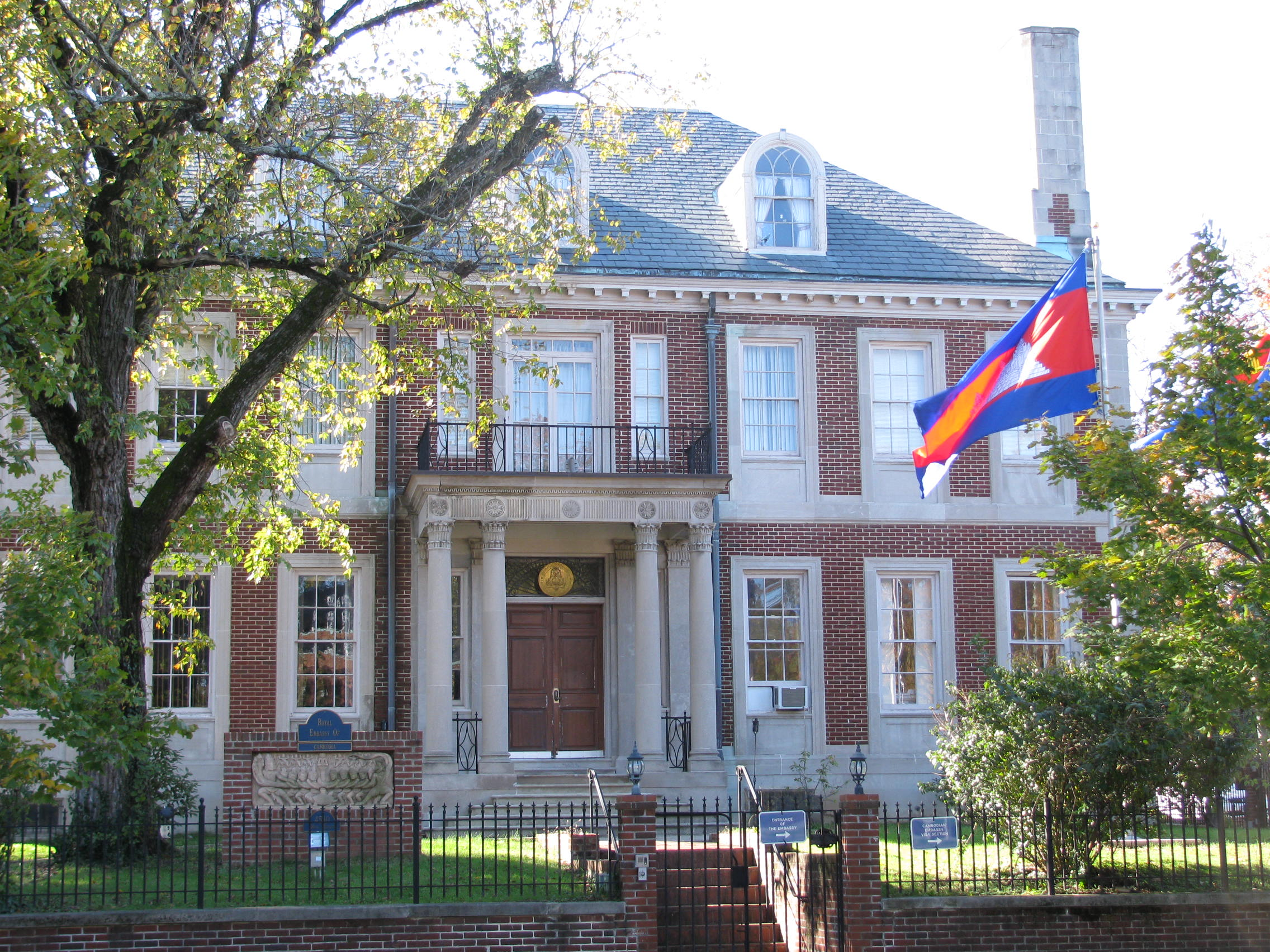
سفارتخانه کامبوج در واشنگتن دی سی

## آسیا
- برونئی
  - بندر سری بگاوان (سفارت)
- چین
  - پکن (سفارت)
  - چونگ کینگ (سرکنسولگری)
  - گوانگژو (سرکنسولگری)
  - هنگ کنگ (سرکنسولگری)
  - کون مینگ (سرکنسولگری)
  - نان نینگ (سرکنسولگری)
  - شانگهای (سرکنسولگری)
  - شیان (سرکنسولگری)
- هند
  - دهلی نو (سفارت)
- اندونزی
  - جاکارتا (سفارت)
- ژاپن
  - توکیو (سفارت)
- کره شمالی
  - پیونگ یانگ (سفارت)
- کره جنوبی
  - سئول (سفارت)
- لائوس
  - وین تیان (سفارت)
- مالزی
  - کوالالامپور (سفارت)
- میانمار
  - یانگون (سفارت)
- فیلیپین
  - مانیل (سفارت)
- سنگاپور
  - سنگاپور (سفارت)
- تایلند
  - بانکوک (سفارت)
  - Aranyaprathet (سرکنسولگری)
- ویتنام
  - هانوی (سفارت)
  - هوشی‌مین (سرکنسولگری)

## آمریکا
- کوبا
  - هاوانا (سفارت)
- ایالات متحده آمریکا
  - واشنگتن دی سی (سفارت)

## اروپا
- بلژیک
  - بروکسل (سفارت)
- فرانسه
  - پاریس (سفارت)
- آلمان
  - برلین (سفارت)
- روسیه
  - مسکو (سفارت)
- بریتانیا
  - لندن (سفارت)

## اقیانوسیه
- استرالیا
  - کانبرا (سفارت)

## سازمان‌های چندجانبه
- بروکسل (مأموریت به اتحادیه اروپا)
- ژنو (نمایندگی دائم)
- جاکارتا (نمایندگی دائم به انجمن ملل آسیای جنوب شرقی)
- نیویورک (نمایندگی دائم در سازمان ملل متحد)
- پاریس (هیئت به یونسکو)